# Тризна

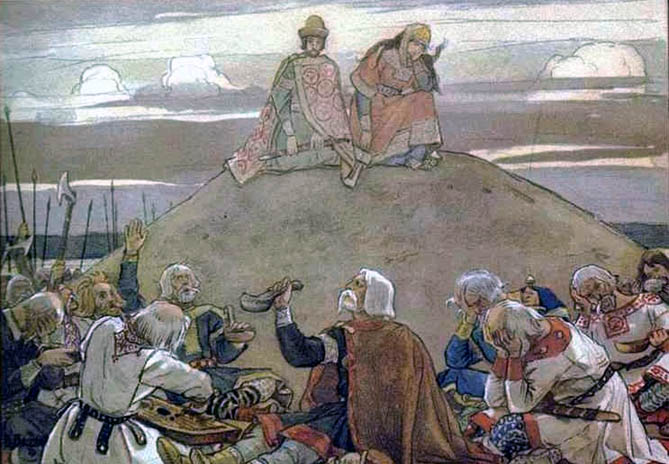
В. М. Васнецов. «Тризна по Олегу». 1899

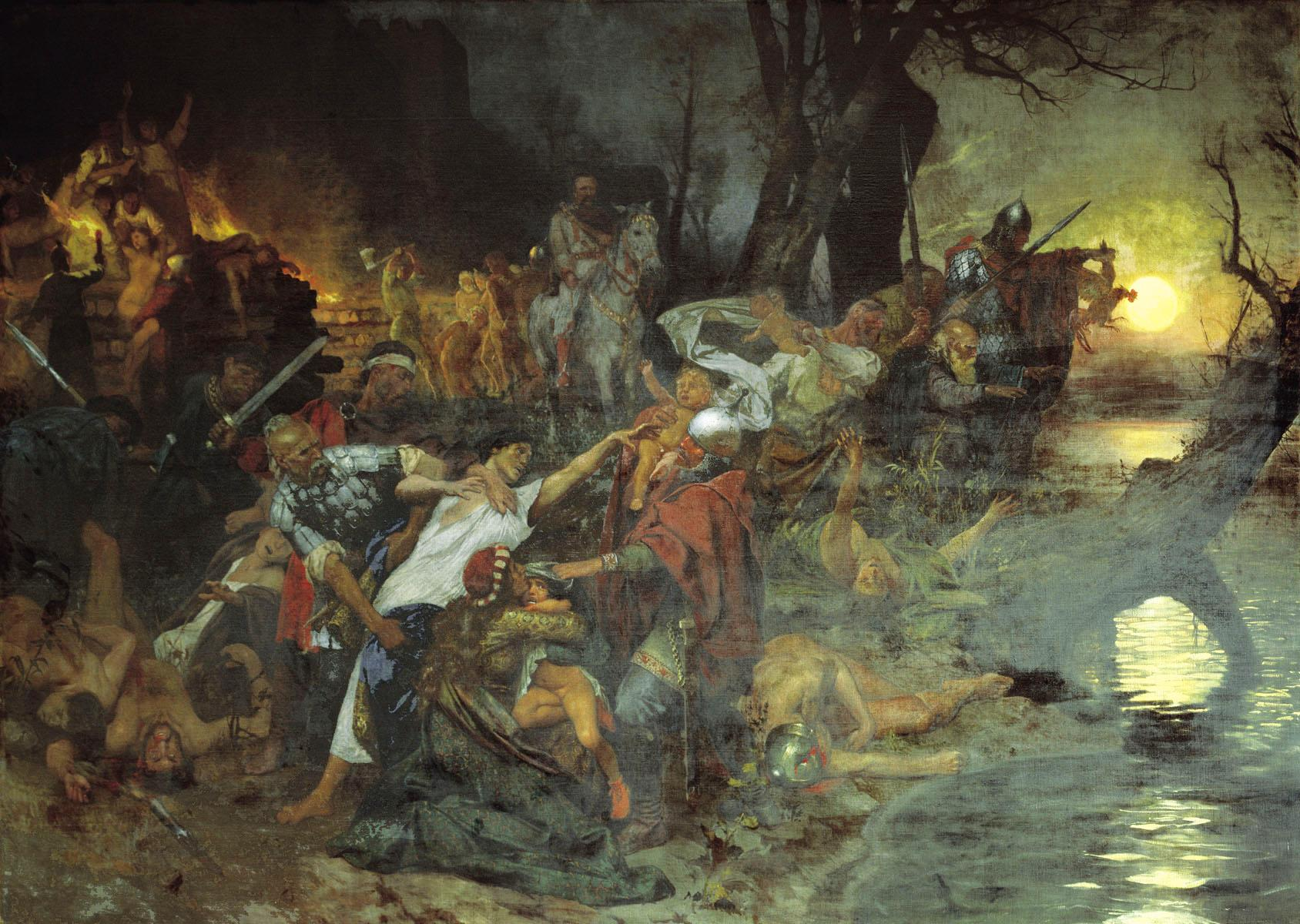
Г. И. Семирадский. «Тризна русских дружинников после битвы под Доростолом в 971 году». 1884

Три́зна — совокупность языческих погребальных обрядов у восточных славян либо их часть, состоявшая из песен, плясок, пиршества и военных состязаний в честь покойного. Тризна совершалась рядом с местом погребения после сожжения покойника. 
После или во время Тризны устраивался поминальный пир, называемый — Страва, которая рядом исследователей считается синонимом Тризны.
Позже термин Тризна употреблялся как синоним обряда «поминок».

## Этимология
Этимология слова «тризна» до конца неясна. Тризна встречается в славянских языках. У И. И. Срезневского под тризной подразумевается «борьба, состязание; страдальство, подвиг; награда; поминки». М. Фасмер предполагал, что в праславянском языке исходной формой была *tryzna. Некоторые исследователи (А. Мейе, П. Перссон, Ф. Ф. Фортунатов) считали исходным *trizna и сближали её с древнеисландским словом strið, означавшее «спор, война, беспокойство, мука». О. Н. Трубачев возводил слав. *trizna к слову *trizь «трёхгодовалый (о животном)», связанному с числительным *tri. Словом «тризна», таким образом, изначально обозначалось жертвоприношение трёхгодовалого животного. Исходя из этого предположения, В. Н. Топоров привёл широкий спектр сопоставлений слова с индоевропейской традицией в рамках идеи тройственности. В частности, он выдвинул идею, что тризна обозначала три вида состязания, наподобие троеборья, или жертвоприношение трёх видов животных, символизирующих три мира — подземный, земной и небесный. Р. М. Цейтлин предложила, при принятии мнения, что в основе существительного «тризна» — числительное «три», а также особый смысл понятия тройного в славянской мифологии, предположение, что в старославянском «тризна» имеется формант «изна» и значение «тройное вознаграждение».

## Упоминание в «Повести временных лет»
Скудные известия о тризне в письменных источниках не дают возможность точно определить всех действий, которые проводились при этом обряде. В. Н. Топоров отметил эту проблему, говоря, что существуют либо описания некоторых обрядов без обозначения их термином «тризна», либо слово «тризна» присутствует в тексте, но без разъяснений сути понятия. Такими являются и данные из «Повести временных лет». Упоминаний о тризне там не так много, однако описания являются характерными для похоронной обрядности славян.
Первое упоминание тризны находится в описании славянских народов и их жизни в недатированной части Повести:

«И аще кто умряше, творяху тризну надъ нимъ, и по семь творяху кладу велику, и възложахуть и на кладу, мертвеца сожьжаху, и посемь собравше кости вложаху в судину малу, и поставляху на столпѣ на путех, еже творять вятичи и нынѣ».

В разных летописных списках упоминаются как «кладу», так и «краду». В Летописце Переславля Суздальского это слово заменено на «грамаду дров». Б. А. Рыбаков под этим названием подразумевал «костер, горящий жертвенник», а «столп» — деревянную домовину для урны.
Следующее упоминание при описании погребальных действий княгини Ольги над умершим мужем князем Игорем и одновременно осуществление мести древлянам за его убийство (945 г.):

«И посла къ деревляномъ, рькущи сице: „Се уже иду к вамъ, да пристройте меды многи в градѣ, иде же убисте мужа моего, да поплачюся надъ гробомъ его, и створю трызну мужю своему“. Они же, то слышавше, съвезоша меды многи зѣло, и възвариша. Ольга же, поимши мало дружины, леъко идущи приде къ гробу его, и плакася по мужи своеъ. И повелѣ людемъ своимъ съсути могилу велику, и яко соспоша, и повелѣ трызну творити».

В последний раз тризна упоминается в Повести, когда говорится о смерти княгини Ольги (969 г.), которая велела похоронить себя без тризны, по христианским законам:

«И бѣ заповѣдала Ольга не творити трызны над собою, бѣ бо имущи презвутеръ, сей похорони блаженую Ольгу».

## Описание
Назначение тризны состояло в том, чтобы отогнать злые силы от живущих. В современном русском языке слово тризна в основном используется как часть фразеологизма совершить тризну и понимается главным образом как пиршество в честь усопшего, поминки.
Кроме поминок, тризна включала в себя обряд омовения покойника, обряжания (одевания в лучшие одежды, украшения), ритуального бдения у тела покойного, которое могло сопровождаться обрядовым весельем, и сжигания трупа на специальном помосте, именуемом крада. У славян-язычников часто встречалось и обычное погребение, без сожжения, но подавляющим оно стало лишь после распространения христианства.
Подобные традиции погребальных обрядов существовали и у других народов. В частности, у древних греков в честь покойного устраивались игры (спортивные состязания).